# Guy Pauthe
Pour les articles homonymes, voir Pauthe.
Guy Pauthe, né le 24 octobre 1932 à Graulhet et mort le 17 mai 2023 dans la même ville, est un joueur international français de rugby à XV évoluant au poste de demi de mêlée.

## Biographie
Guy Pauthe évolue dans un seul club lors de sa carrière de joueur, le SC Graulhet. Il y totalise 185 matchs.
Il dispute un test match le 14 avril 1956 avec l'équipe de France contre l'Angleterre ; il devient de fait le premier international de l'histoire du SC Graulhet.
Il meurt le 17 mai 2023,.

## Palmarès
- Challenge de l'Espérance :
  - Vainqueur (2) : 1956 et 1961

## Statistiques en équipe nationale
- Sélection en équipe nationale : 1
- Tournoi des Cinq Nations disputé : 1956